# Doug Wildey
Doug Wildey, né le 2 mai 1922 à Yonkers, New York (États-Unis) et mort le 5 octobre 1994 à Las Vegas (Nevada), est un dessinateur réaliste et scénariste américain connu pour ses bandes dessinées d'aventures (Outlaw Kid (en), Rio) et sa contribution à de nombreuses séries d'animation, en particulier Jonny Quest, qu'il a créée, et Return to the Planet of the Apes, qu'il a produite et dirigée.

## Biographie
De 1949 à 1962, Wildley travaille comme dessinateur de bande dessinée, principalement pour des comic books de western, comme Outlaw Kid (en) (1954-1957), mais aussi pour des récits plus contemporains, telle l'adaptation en comic strip du Saint (1959-1962).
Après l'arrêt du Saint, Wildey travaille passe dans le secteur du dessin, travaillant comme animateur sur Space Angel (en) pour Cambria Productions. Approché par Hanna-Barbera qui désirait diffuser une série animée de western, il crée Jonny Quest, diffusée de 1962 à 1964, qui lui permet de mener une carrière fructueuse dans la direction artistique, le layout et le storyboard de séries animées jusqu'à son décès. En outre, il réalise et produit Return to the Planet of the Apes, série en treize épisodes d'après sur l'univers de Pierre Boulle diffusée en 1975 sur NBC.
S'il ralentit sa production de bande dessinée lorsqu'il se lance dans la télévision, Wildey continue à participer à divers comic books dans les années 1960, mais le comic strip de western qu'il lance en 1972, Ambler, cesse dès 1974. En 1983-1984, le mensuel Eclipse Monthly publie trois épisodes de son dernier grand western, Rio. Wildey réalise également quelques histoires de Jonny Quest en 1986-1987 pour Comico et deux nouveaux épisodes de Rio en 1990 pour Marvel Comics (Rio Rides Again) et en 1992 pour Dark Horse Comics (Rio at Bay).

## Publications

### En français
- Rio, Fordis, coll. « Colorado » :

1. Les Bouchers, 2018  (ISBN 9791095720065).
2. Le Fils de Monsieur Howard, 2019  (ISBN 9791095720072).

## Filmographie
L'ensemble des productions audiovisuelles auxquelles Wildey a collaboré sont des séries d'animation, à l'exception d'un téléfilm d'animation dérivé de la gamme de jouets Robo Force (en) en 1984.

### Réalisateur
- 1975 : Return to the Planet of the Apes (13 épisodes)

### Scénariste
- 1964-1965 : Jonny Quest (créateur, 26 épisodes)
- 1996-1997 : The Real Adventures of Jonny Quest (« idée », 52 épisodes)

### Producteur
- 1975 : Return to the Planet of the Apes (13 épisodes)
- 1978 : Jane de la jungle, ép. 12 : La Tarentule
- 1978-1979 : Godzilla (en) (26 épisodes)

### Animation
- 1962-1964 : Space Angel (en) (dessinateur, 27 épisodes).
- 1964 : Jonny Quest (layout artist sur le premier épisode et directeur artistique sur 6 épisodes)
- 1969 : Skyhawks (en) (layout artist)
- 1975 : Return to the Planet of the Apes (superviseur du storyboard, 13 épisodes)
- 1978 : Jane de la jungle (character designer)
- 1978-1979 : Godzilla (en) (character designer sur 26 épisodes et story director sur 7 épisodes)
- 1980 : Arok le barbare (story director, 13 épisodes)
- 1981 : Goldie Gold and Action Jack (en) (story director, 13 épisodes)
- 1982 : Spider-Man and His Amazing Friends, S02E01 : The Origin of Iceman (storyboarder)
- 1982 : The Incredible Hulk (en) (superviseur du storyboard, 13 épisodes)
- 1983 : Mister T. (character designer et superviseur du storyboard, 13 épisodes)
- 1984 : Turbolide (character designer, 13 épisodes)
- 1984 : Robo Force (en) : The Revenge of Nazgar (superviseur du storyboard, téléfilm d'animation)
- 1986 : Rambo (consultant créatif)
- 1986 : Lazer Tag (consultant créatif)
- 1986 : The Centurions (en) (consultant créatif, 65 épisodes)
- 1986 : Karate Kommandos (en) (consultant créatif, 5 épisodes)
- 1994 : Exosquad (en) (storyboader, 39 épisodes)